# Stenotarsus minimus
Stenotarsus minimus là một loài bọ cánh cứng trong họ Endomychidae. Loài này được Pic miêu tả khoa học năm 1936.